# Mitromorpha macphersonae
Mitromorpha macphersonae is een slakkensoort uit de familie van de Mitromorphidae. De wetenschappelijke naam van de soort is voor het eerst geldig gepubliceerd in 1956 door Gabriel.